# Ниназе
Ни́назе  (эст. Ninase) — деревня в волости Сааремаа уезда Сааремаа, Эстония.  
До административной реформы местных самоуправлений Эстонии 2017 года входила в состав волости Мустъяла (упразднена).

## География и описание
Расположена на острове Сааремаа, на восточном берегу полуострова Нинасе (Тагаранна), в 34 километрах к северу от волостного и уездного центра — города Курессааре. Высота над уровнем моря — 8 метров.
В северной и западной части деревни возвышается клиф Ниназе (Тагаранна) протяжённостью более 1 километра (максимальная высота 5 метров), находящийся на природоохранной территории залива Кюдема.
На территории деревни расположены естественные озёра Сяйнааук (площадь 3,3 га) и Сообканд (1,5 га).
В северной части деревни, у залива Кюдема, расположен построенный в 2006 году глубоководный порт Сааремаа.
Климат умеренный. Официальный язык — эстонский. Почтовый индекс — 93613.

## Население
По данным переписи населения 2021 года, в Ниназе проживали 20 человек, из них 17 (85,0 %) — эстонцы.
По состоянию на 1 января 2019 года в деревне насчитывалось 19 жителей, из них 9 женщин, в том числе одна девочка в возрасте 0–14 лет.
По данным переписи населения 2011 года, в деревне проживали 10 человек, из них 9 (90,0 %) — эстонцы.
Численность населения деревни Ниназе:
| Год  | 1959 | 1970 | 2000 | 2011 | 2017 | 2018 | 2019 | 2020 | 2021 |
| ---- | ---- | ---- | ---- | ---- | ---- | ---- | ---- | ---- | ---- |
| Чел. | 62   | ↘ 23 | ↘ 10 | → 10 | ↗ 17 | ↘ 16 | ↗ 19 | ↗ 21 | ↘ 20 |

## История
В письменных источниках 1731 года упоминается Nennas, 1798 года — Ninnast .
На военно-топографических картах Российской империи (1846–1866 годы), в состав которой входила Лифляндская губерния, обозначена деревня Нинасъ.
В 1977–1997 годах Ниназе официально была частью деревни Тагаранна.
В 1999 году у обрыва Ниназе был открыт памятник погибшим в крушении парома «Эстония».

## Достопримечательности
Одна из самых посещаемых на острове Сааремаа достопримечательностей — пара стоящих у дороги, проходящей через деревню Ниназе, ветряков в виде мужчины и женщины, получившие имена Тыллу и Пирет. Долгие годы эти ветряки стояли запущенными и разрушались. В 1970-х годах их перестроили местные жители Хейно Пихт (Heino Piht)  и Александер Тарвис (Aleksander Tarvis). Эта идея принадлежала эстонскому режиссёру Марку Соосаару, снимавшему фильм о местных художниках-любителях «Воскресные живописцы» (“Pühapäevamaalijad”). Со временем фигуры стали привлекать туристов и, особенно, молодожёнов. Возникла традиция приносить к фигуре Пирет камни с нанесёнными на них именами новобрачных и датой свадьбы. В течение последний десятилетий «старушка» и «старичок», как их называют местные жители, несколько раз освежались и ремонтировались.
- Фото «старушки Пирет» на сайте эстонского Агентства окружающей среды
- Фото «старичка Тыллу» на сайте эстонского Агентства окружающей среды

## Происхождение топонима
Основой образования топонима является слово ’ninas’ — с эст. «узкий мыс».

## Галерея

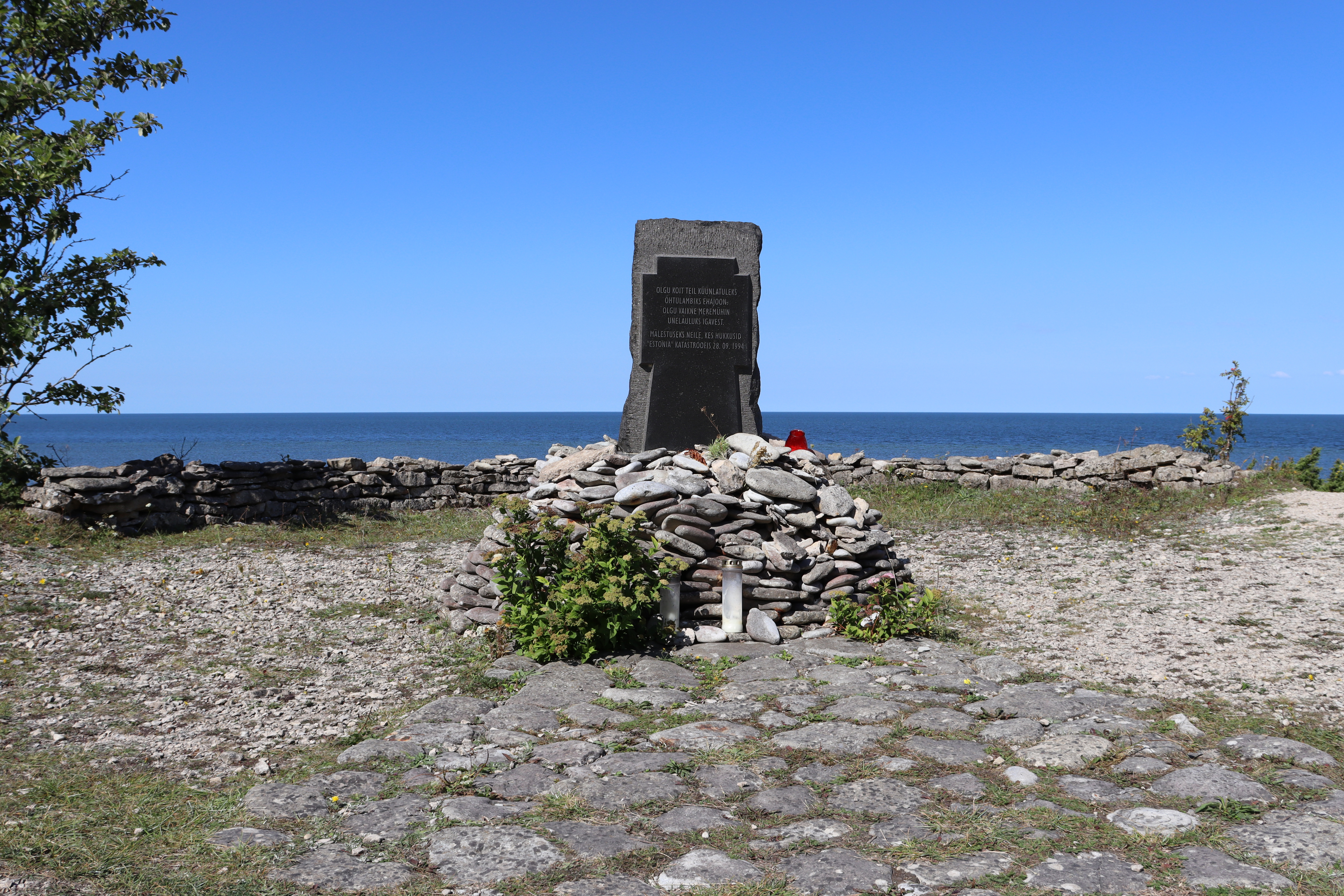
Памятник погибшим на пароме «Эстония» в деревне Ниназе
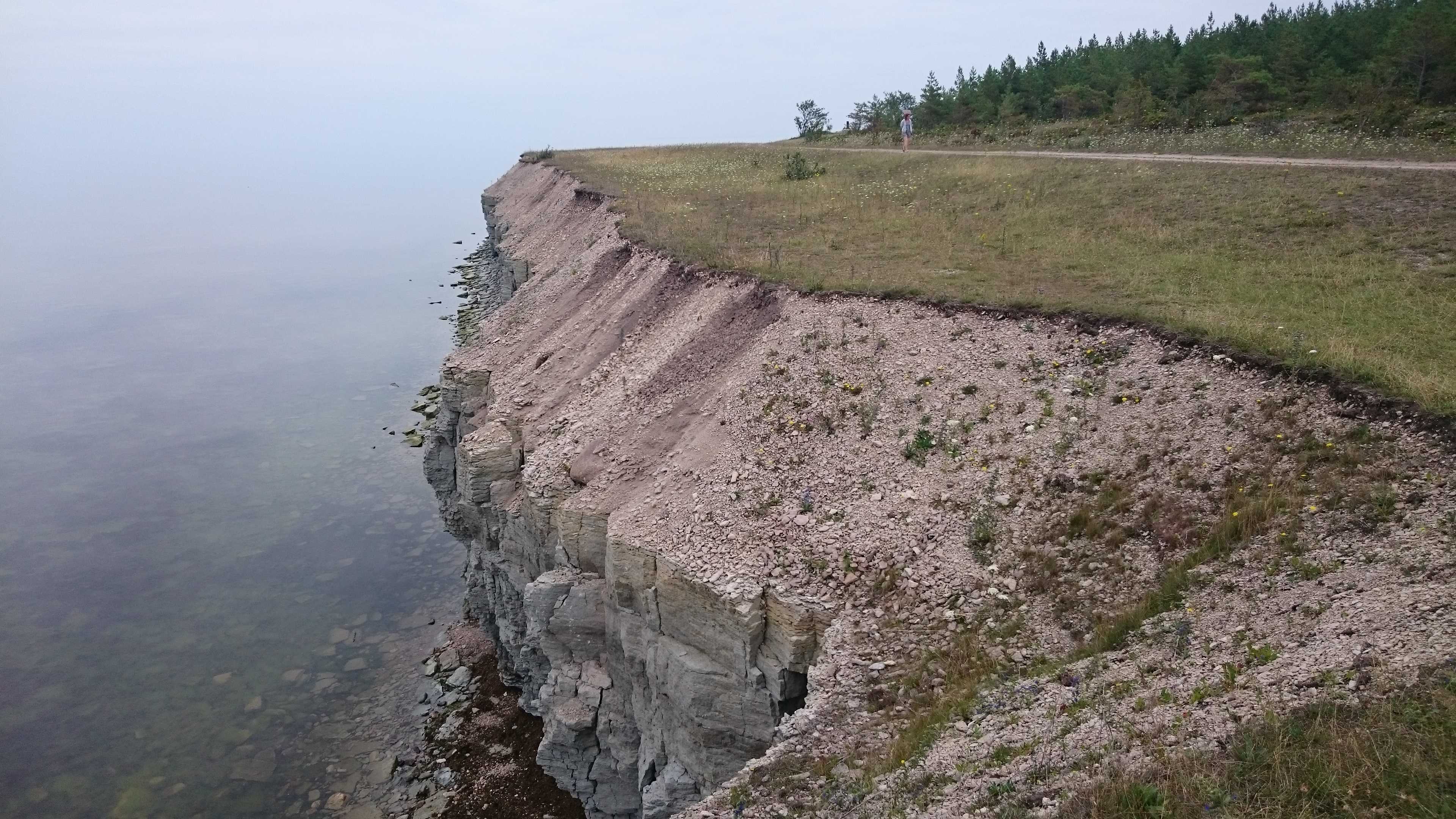
Клиф Ниназе (Тагаранна)
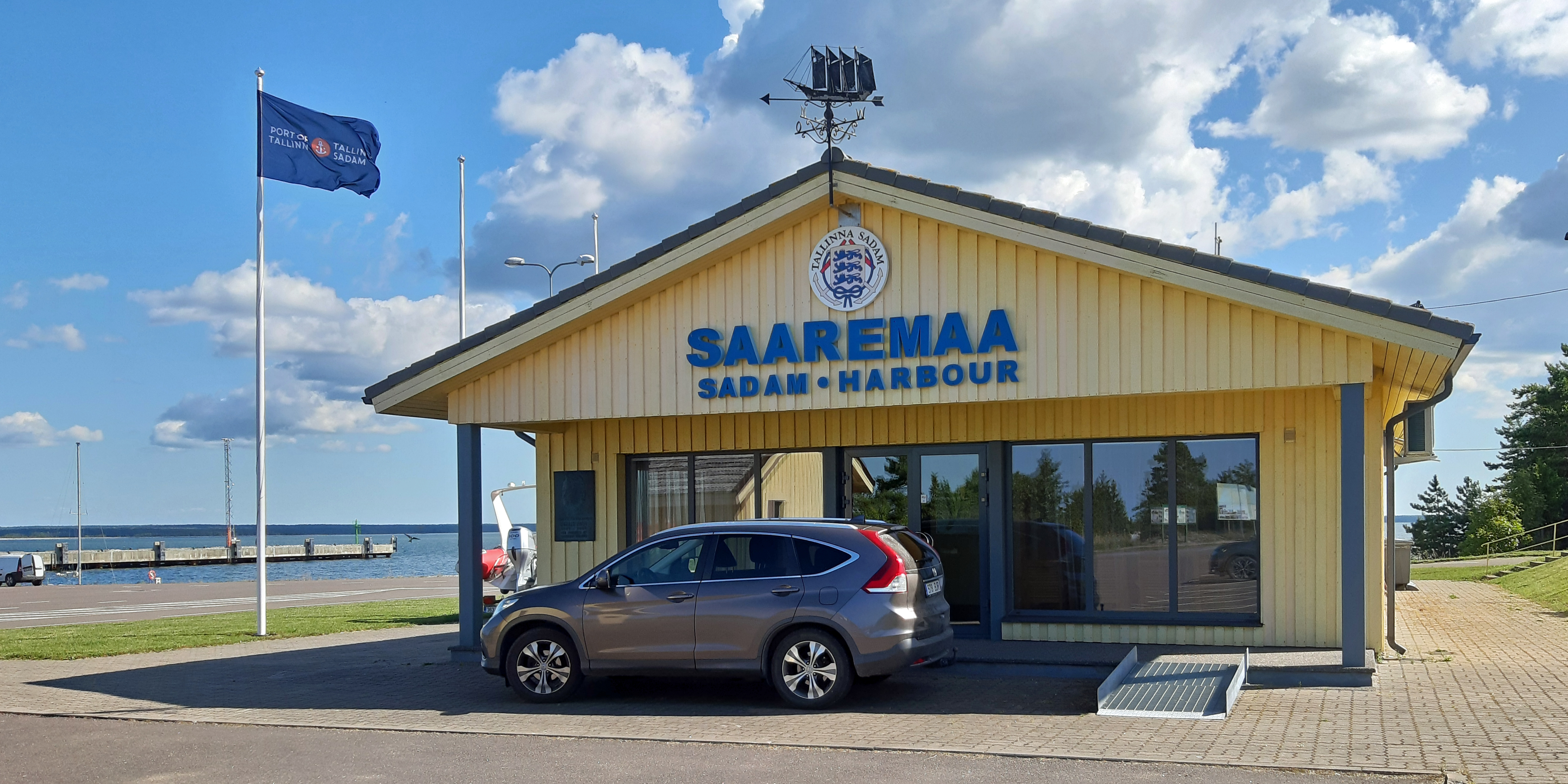
Контора порта Сааремаа
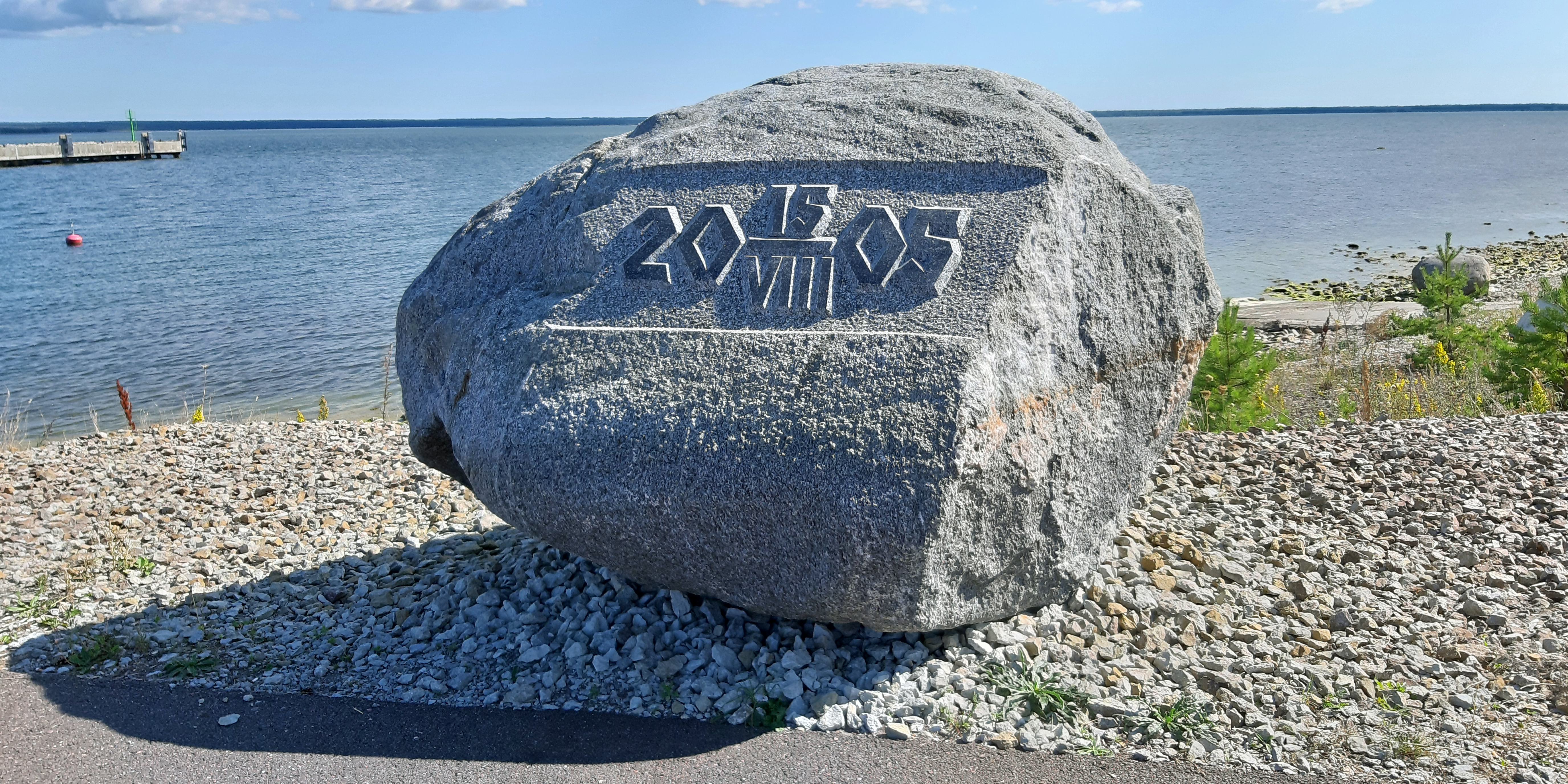
Краеугольный камень порта Сааремаа